# Adiantum melanoleucum
Adiantum melanoleucum är en kantbräkenväxtart som beskrevs av Carl Ludwig Willdenow. Adiantum melanoleucum ingår i släktet Adiantum och familjen Pteridaceae. Inga underarter finns listade.